# Денали (парк штата)
Денали (англ. Denali State Park) — парк штата площадью 1316 км² в штате Аляска, США. Находится на границе с боро Матануска-Суситна к востоку от национального парка Денали вдоль шоссе Джордж Паркс.
Парк представляет собой нетронутую дикую природу за исключением двух оборудованных мест для отдыха, трёх площадок для кемпинга и двух троп, на которые можно заехать с шоссе Джордж Паркс. На территории парка находится Аляскинский мемориал ветеранов.